# Museo del Patriarca

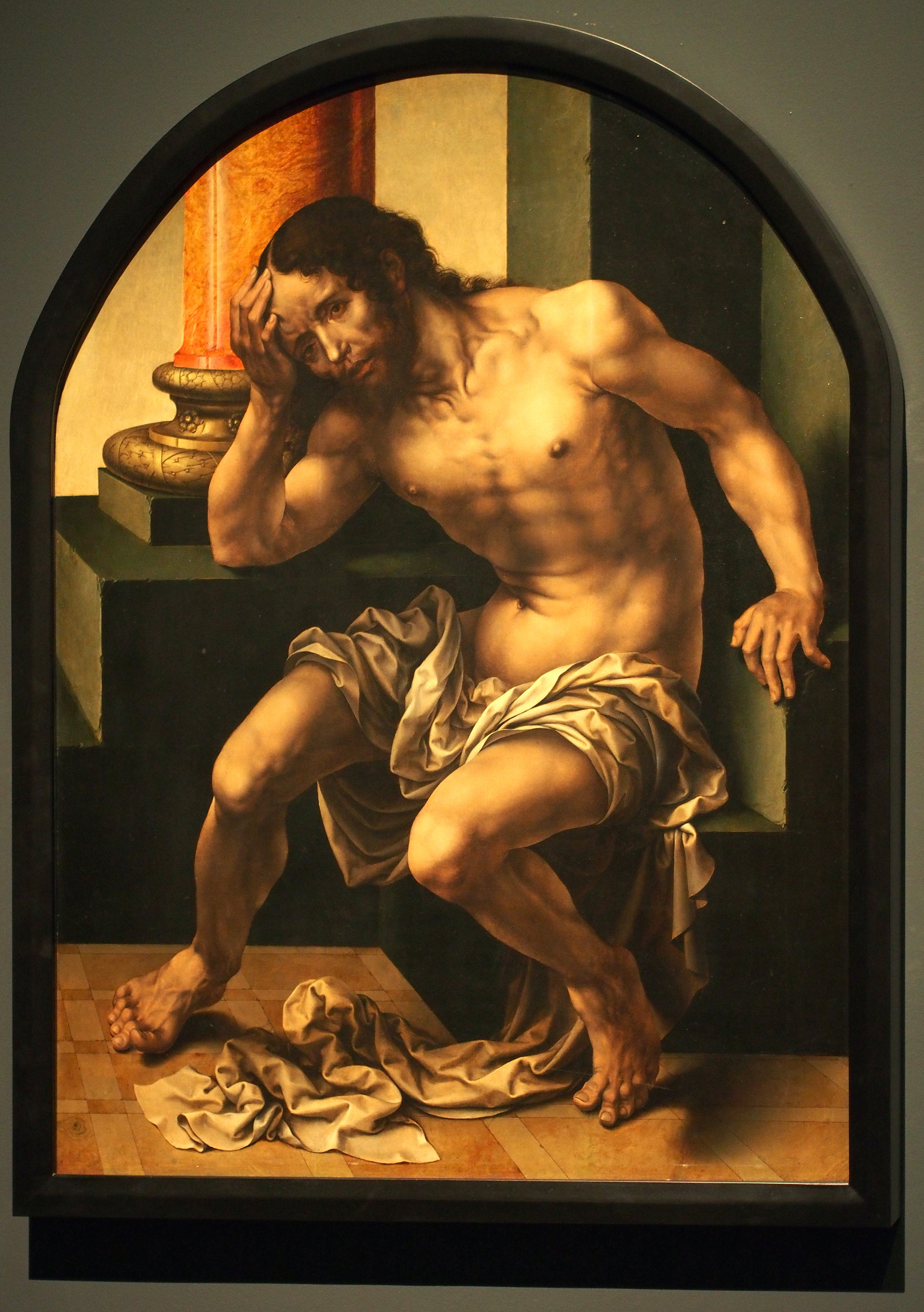
Jan Gossaert, Cristo varón de dolores.

El museo del Patriarca fue fundado para ofrecer al público el acceso a gran parte de las mejores obras de su colección de pinturas. El archivo del Estado es gestionado por el Real Colegio Seminario del Corpus Christi.

## Historia
Este Real Colegio, conocido entre los valencianos con el nombre del Patriarca, tuvo como cometido principal la formación de sacerdotes según el espíritu y las disposiciones del Concilio de Trento.
La exposición acoge valiosos y singulares objetos patrimoniales, pinturas de artistas como Jan Gossaert, Juan Sariñena, Francisco Ribalta, Gregorio Bausá, El Greco o Luis de Morales, libros, documentos, textiles y piezas únicas de orfebrería.
El recorrido expositivo permite al espectador acercarse a la historia del edificio, al contexto social, al clima religioso de la Contrarreforma y a la personalidad y al mecenazgo artístico del fundador el arzobispo y patriarca Juan de Ribera.
Entre las curiosidades que encierra el edificio está el haber servido de almacén de muchas de las obras del museo del Prado durante la Guerra Civil, aunque tradicionalmente sólo se citan las Torres de Serranos como refugio del patrimonio artístico nacional en esa época.

### Obras Principales
- Pintura: Escuelas Valenciana, Castellana, Flamenca, Italiana (ss. XV - XIX), Morales, El Greco.
- Cruz en madera de boj, del Monte Athos (s. XIV).
- Tapiz de Pedro de Campaña (s. XVI).
- Escultura de Benlliure.
- Arqueta en carey que contiene un manuscrito de Tomás Moro, escrito durante su cautiverio en la Torre de Londres.